# تور دي أفينير 2013
تور دي أفينير 2013 (بالفرنسية: Tour de l'Avenir 2013)‏ هو سباق دراجات هوائية، وهو الموسم رقم 50 من السباق، وأقيم خلال الفترة 24 أغسطس 2013، وحتى 31 أغسطس 2013، وامتدّ لمسافة 885.1 كيلومتر، وهو أحد سباقات طواف أوروبا للدراجات 2013، وهو من نوع سباق المرحلة، وهو من نوع سباق الدراجات، وهو من نوع موسم، وقد شارك في السباق 120 متسابقاً ووصل إلى نهايته 104 متسابقاً.
فاز فيه بالمركز الأول روبين فرنانديز (دراج)، وبالمركز الثاني آدم ييتس، وبالمركز الثالث باتريك كونراد، والفريق الفائز في ترتيب الفرق منتخب كازاخستان الوطني لسباق الدراجات على الطريق للرجال تحت 23 سنة 2013.

## الفرق
| فرق وطنية (18)- النرويج تحت 23 سنة - منتخب ألمانيا لسباق الدراجات على الطريق للرجال تحت 23 سنة 2013 ‏ - منتخب سلوفينيا الوطني لسباق الدراجات على الطريق للرجال تحت 23 سنة 2013 ‏ - منتخب المملكة المتحدة لسباق الدراجات على الطريق للرجال تحت 23 سنة 2013 ‏ - منتخب كازاخستان الوطني لسباق الدراجات على الطريق للرجال تحت 23 سنة 2013‏ - منتخب الدنمارك لسباق الدراجات على الطريق للرجال تحت 23 سنة 2013 ‏ - منتخب كولومبيا لسباق الدراجات على الطريق للرجال تحت 23 سنة 2013‏ - منتخب أستراليا لسباق الدراجات على الطريق للرجال تحت 23 سنة 2013 ‏ - منتخب الولايات المتحدة لسباق الدراجات على الطريق للرجال تحت 23 سنة 2013 ‏ - منتخب أوكرانيا لسباق الدراجات على الطريق للرجال تحت 23 سنة 2013 ‏ - منتخب النمسا لسباق الدراجات على الطريق للرجال تحت 23 سنة 2013 ‏ - منتخب لاتفيا لسباق الدراجات على الطريق للرجال تحت 23 سنة 2013‏ - منتخب إسبانيا لسباق الدراجات على الطريق للرجال تحت 23 سنة 2013 ‏ - منتخب بلجيكا لسباق الدراجات على الطريق للرجال تحت 23 سنة 2013 ‏ - منتخب هولندا لسباق الدراجات على الطريق للرجال تحت 23 سنة 2013 ‏ - منتخب فرنسا الوطني لسباق الدراجات على الطريق للرجال تحت 23 سنة 2013 ‏ - منتخب إيطاليا لسباق الدراجات على الطريق للرجال تحت 23 سنة 2013 ‏ - منتخب سويسرا لسباق الدراجات على الطريق للرجال تحت 23 سنة 2013 ‏ فريق نادي الدراجات- دبليو سي سي تيم ‏ |  |
| |  |

## المراحل
| المرحلة   | التاريخ  | الدورة                                   | type                  | المسافة (كم) | الفائز بالمرحلة | القائد العام   |
| --------- | -------- | ---------------------------------------- | --------------------- | ------------ | --------------- | -------------- |
| المقدمة   | 24 أغسطس | لنكة – لنكة                              | مرحلة سباق الزمن فردي | 5٫1          | ألكسيس غوجيراد  | ألكسيس غوجيراد |
| المرحلة 1 | 25 أغسطس | لنكة – Arbois ‏                           | مرحلة مستوية          | 146          | كاليب إيوان     | ألكسيس غوجيراد |
| المرحلة 2 | 26 أغسطس | Champagnole ‏ – سان-فولباس، أين           | مرحلة مستوية          | 162          | كاليب إيوان     | ألكسيس غوجيراد |
| المرحلة 3 | 27 أغسطس | إيكس ليه با – ألبيرفيل                   | مرحلة مستوية          | 127          | مايكل فالغرين   | ألكسيس غوجيراد |
| المرحلة 4 | 28 أغسطس | ألبيرفيل – Saint-François-Longchamp ‏     | مرحلة جبلية           | 106          | روبين فرنانديز  | روبين فرنانديز |
| المرحلة 5 | 29 أغسطس | Saint-Gervais, Gard ‏ – مورزين            | مرحلة جبلية           | 79           | سيمون ييتس      | روبين فرنانديز |
| المرحلة 6 | 30 أغسطس | مورزين – Châtel, Haute-Savoie ‏           | مرحلة جبلية           | 126          | سيمون ييتس      | روبين فرنانديز |
| المرحلة 7 | 31 أغسطس | Châtel, Haute-Savoie ‏ – Glières plateau ‏ | مرحلة جبلية           | 134          | جوليان ألافيليب | روبين فرنانديز |

## النتيجة

### مرحلة 0
هي مرحلة من نوع سباق فردي ضد الساعة، أجريت في 24 أغسطس 2013 فاز بالمرحلة ألكسيس غوجيراد، ومتصدر الترتيب العام في نهاية المرحلة ألكسيس غوجيراد.
| \| التصنيف العام \| التصنيف العام \| التصنيف العام \| التصنيف العام \| التصنيف العام \| \| العداء \| العداء \| الفريق \| الوقت \| \| \| ------------- \| ------------- \| ------------- \| ------------- \| ------------- \| |        |        |       |  |
| |        |        |       |  |
| |        |        |       |  |
| التصنيف العام |        |        |       |  |
| العداء | العداء | الفريق | الوقت |  |

### مرحلة 1
هي مرحلة مسطحة، أجريت في 25 أغسطس 2013 فاز بالمرحلة كاليب إيوان، ومتصدر الترتيب العام في نهاية المرحلة ألكسيس غوجيراد.
| \| التصنيف العام \| التصنيف العام \| التصنيف العام \| التصنيف العام \| التصنيف العام \| \| العداء \| العداء \| الفريق \| الوقت \| \| \| ------------- \| ------------- \| ------------- \| ------------- \| ------------- \| |        |        |       |  |
| |        |        |       |  |
| |        |        |       |  |
| التصنيف العام |        |        |       |  |
| العداء | العداء | الفريق | الوقت |  |

### مرحلة 2
هي مرحلة مسطحة، أجريت في 26 أغسطس 2013 فاز بالمرحلة كاليب إيوان، ومتصدر الترتيب العام في نهاية المرحلة ألكسيس غوجيراد.
| \| التصنيف العام \| التصنيف العام \| التصنيف العام \| التصنيف العام \| التصنيف العام \| \| العداء \| العداء \| الفريق \| الوقت \| \| \| ------------- \| ------------- \| ------------- \| ------------- \| ------------- \| |        |        |       |  |
| |        |        |       |  |
| |        |        |       |  |
| التصنيف العام |        |        |       |  |
| العداء | العداء | الفريق | الوقت |  |

### مرحلة 3
هي مرحلة مسطحة، أجريت في 27 أغسطس 2013 فاز بالمرحلة مايكل فالغرين، ومتصدر الترتيب العام في نهاية المرحلة ألكسيس غوجيراد.
| \| التصنيف العام \| التصنيف العام \| التصنيف العام \| التصنيف العام \| التصنيف العام \| \| العداء \| العداء \| الفريق \| الوقت \| \| \| ------------- \| ------------- \| ------------- \| ------------- \| ------------- \| |        |        |       |  |
| |        |        |       |  |
| |        |        |       |  |
| التصنيف العام |        |        |       |  |
| العداء | العداء | الفريق | الوقت |  |

### مرحلة 4
هي مرحلة جبلية، أجريت في 28 أغسطس 2013 فاز بالمرحلة روبين فرنانديز (دراج)، ومتصدر الترتيب العام في نهاية المرحلة روبين فرنانديز (دراج).
| \| التصنيف العام \| التصنيف العام \| التصنيف العام \| التصنيف العام \| التصنيف العام \| \| العداء \| العداء \| الفريق \| الوقت \| \| \| ------------- \| ------------- \| ------------- \| ------------- \| ------------- \| |        |        |       |  |
| |        |        |       |  |
| |        |        |       |  |
| التصنيف العام |        |        |       |  |
| العداء | العداء | الفريق | الوقت |  |

### مرحلة 5
هي مرحلة جبلية، أجريت في 29 أغسطس 2013 فاز بالمرحلة سيمون ييتس، ومتصدر الترتيب العام في نهاية المرحلة روبين فرنانديز (دراج).
| \| التصنيف العام \| التصنيف العام \| التصنيف العام \| التصنيف العام \| التصنيف العام \| \| العداء \| العداء \| الفريق \| الوقت \| \| \| ------------- \| ------------- \| ------------- \| ------------- \| ------------- \| |        |        |       |  |
| |        |        |       |  |
| |        |        |       |  |
| التصنيف العام |        |        |       |  |
| العداء | العداء | الفريق | الوقت |  |

### مرحلة 6
هي مرحلة جبلية، أجريت في 30 أغسطس 2013 فاز بالمرحلة سيمون ييتس، ومتصدر الترتيب العام في نهاية المرحلة روبين فرنانديز (دراج).
| \| التصنيف العام \| التصنيف العام \| التصنيف العام \| التصنيف العام \| التصنيف العام \| \| العداء \| العداء \| الفريق \| الوقت \| \| \| ------------- \| ------------- \| ------------- \| ------------- \| ------------- \| |        |        |       |  |
| |        |        |       |  |
| |        |        |       |  |
| التصنيف العام |        |        |       |  |
| العداء | العداء | الفريق | الوقت |  |

### مرحلة 7
هي مرحلة جبلية، أجريت في 31 أغسطس 2013 فاز بالمرحلة جوليان ألافيليب، ومتصدر الترتيب العام في نهاية المرحلة روبين فرنانديز (دراج).
| \| التصنيف العام \| التصنيف العام \| التصنيف العام \| التصنيف العام \| التصنيف العام \| \| العداء \| العداء \| الفريق \| الوقت \| \| \| ------------- \| ------------- \| ------------- \| ------------- \| ------------- \| |        |        |       |  |
| |        |        |       |  |
| |        |        |       |  |
| التصنيف العام |        |        |       |  |
| العداء | العداء | الفريق | الوقت |  |

## التصنيف العام النهائي
| \| التصنيف العام \| التصنيف العام \| التصنيف العام \| التصنيف العام \| التصنيف العام \| \| العداء \| العداء \| الفريق \| الوقت \| \| \| ------------- \| --------------------------------- \| ----------------------------------------------------------------------------------- \| -------------- \| ------------- \| \| 1 \| روبين فرنانديز \| منتخب إسبانيا لسباق الدراجات على الطريق للرجال تحت 23 سنة 2013 [لغات أخرى]‏ \| 22 س 00 د 31 ث \| \| \| 2 \| آدم ييتس \| منتخب المملكة المتحدة لسباق الدراجات على الطريق للرجال تحت 23 سنة 2013 [لغات أخرى]‏ \| + 55 ث \| \| \| 3 \| باتريك كونراد \| منتخب النمسا لسباق الدراجات على الطريق للرجال تحت 23 سنة 2013 [لغات أخرى]‏ \| + 1 د 07 ث \| \| \| 4 \| Bakhtiyar Kozhatayev [الإنجليزية]‏ \| منتخب كازاخستان الوطني لسباق الدراجات على الطريق للرجال تحت 23 سنة 2013‏ \| + 1 د 12 ث \| \| \| 5 \| Oskar Svendsen [الإنجليزية]‏ \| النرويج تحت 23 سنة \| + 1 د 40 ث \| \| \| 6 \| دافيد فورمولو \| منتخب إيطاليا لسباق الدراجات على الطريق للرجال تحت 23 سنة 2013 [لغات أخرى]‏ \| + 2 د 05 ث \| \| \| 7 \| هاينر بارا \| منتخب كولومبيا لسباق الدراجات على الطريق للرجال تحت 23 سنة 2013‏ \| + 3 د 03 ث \| \| \| 8 \| جافين مانيون \| منتخب الولايات المتحدة لسباق الدراجات على الطريق للرجال تحت 23 سنة 2013 [لغات أخرى]‏ \| + 3 د 03 ث \| \| \| 9 \| توم سكوجين \| منتخب لاتفيا لسباق الدراجات على الطريق للرجال تحت 23 سنة 2013‏ \| + 3 د 27 ث \| \| \| 10 \| سيمون ييتس \| منتخب المملكة المتحدة لسباق الدراجات على الطريق للرجال تحت 23 سنة 2013 [لغات أخرى]‏ \| + 3 د 44 ث \| \| |                       |                                                                          |                |  |
| |                       |                                                                          |                |  |
| مصدر: ProCyclingStats |                       |                                                                          |                |  |
| التصنيف العام |                       |                                                                          |                |  |
| العداء | العداء                | الفريق                                                                   | الوقت          |  |
| 1 | روبين فرنانديز        | منتخب إسبانيا لسباق الدراجات على الطريق للرجال تحت 23 سنة 2013 ‏          | 22 س 00 د 31 ث |  |
| 2 | آدم ييتس              | منتخب المملكة المتحدة لسباق الدراجات على الطريق للرجال تحت 23 سنة 2013 ‏  | + 55 ث         |  |
| 3 | باتريك كونراد         | منتخب النمسا لسباق الدراجات على الطريق للرجال تحت 23 سنة 2013 ‏           | + 1 د 07 ث     |  |
| 4 | Bakhtiyar Kozhatayev ‏ | منتخب كازاخستان الوطني لسباق الدراجات على الطريق للرجال تحت 23 سنة 2013‏  | + 1 د 12 ث     |  |
| 5 | Oskar Svendsen ‏       | النرويج تحت 23 سنة                                                       | + 1 د 40 ث     |  |
| 6 | دافيد فورمولو         | منتخب إيطاليا لسباق الدراجات على الطريق للرجال تحت 23 سنة 2013 ‏          | + 2 د 05 ث     |  |
| 7 | هاينر بارا            | منتخب كولومبيا لسباق الدراجات على الطريق للرجال تحت 23 سنة 2013‏          | + 3 د 03 ث     |  |
| 8 | جافين مانيون          | منتخب الولايات المتحدة لسباق الدراجات على الطريق للرجال تحت 23 سنة 2013 ‏ | + 3 د 03 ث     |  |
| 9 | توم سكوجين            | منتخب لاتفيا لسباق الدراجات على الطريق للرجال تحت 23 سنة 2013‏            | + 3 د 27 ث     |  |
| 10 | سيمون ييتس            | منتخب المملكة المتحدة لسباق الدراجات على الطريق للرجال تحت 23 سنة 2013 ‏  | + 3 د 44 ث     |  |

### تصنيف النقاط
| \| تصنيف النقاط \| تصنيف النقاط \| تصنيف النقاط \| تصنيف النقاط \| تصنيف النقاط \| \| العداء \| العداء \| الفريق \| النقاط \| \| \| ------------ \| --------------------------------- \| ----------------------------------------------------------------------------------- \| ------------ \| ------------ \| \| 1 \| جوليان ألافيليب \| منتخب فرنسا الوطني لسباق الدراجات على الطريق للرجال تحت 23 سنة 2013 [لغات أخرى]‏ \| 107 نقطة \| \| \| 2 \| آدم ييتس \| منتخب المملكة المتحدة لسباق الدراجات على الطريق للرجال تحت 23 سنة 2013 [لغات أخرى]‏ \| 105 نقطة \| \| \| 3 \| كاليب إيوان \| منتخب أستراليا لسباق الدراجات على الطريق للرجال تحت 23 سنة 2013 [لغات أخرى]‏ \| 85 نقطة \| \| \| 4 \| باتريك كونراد \| منتخب النمسا لسباق الدراجات على الطريق للرجال تحت 23 سنة 2013 [لغات أخرى]‏ \| 79 نقطة \| \| \| 5 \| سيمون ييتس \| منتخب المملكة المتحدة لسباق الدراجات على الطريق للرجال تحت 23 سنة 2013 [لغات أخرى]‏ \| 76 نقطة \| \| \| 6 \| دافيدي مارتينيلي \| منتخب إيطاليا لسباق الدراجات على الطريق للرجال تحت 23 سنة 2013 [لغات أخرى]‏ \| 74 نقطة \| \| \| 7 \| Bakhtiyar Kozhatayev [الإنجليزية]‏ \| منتخب كازاخستان الوطني لسباق الدراجات على الطريق للرجال تحت 23 سنة 2013‏ \| 69 نقطة \| \| \| 8 \| جاسبر ستوفين \| منتخب بلجيكا لسباق الدراجات على الطريق للرجال تحت 23 سنة 2013 [لغات أخرى]‏ \| 69 نقطة \| \| \| 9 \| ريك تسابل \| منتخب ألمانيا لسباق الدراجات على الطريق للرجال تحت 23 سنة 2013 [لغات أخرى]‏ \| 69 نقطة \| \| \| 10 \| جافين مانيون \| منتخب الولايات المتحدة لسباق الدراجات على الطريق للرجال تحت 23 سنة 2013 [لغات أخرى]‏ \| 56 نقطة \| \| |                       |                                                                          |          |  |
| |                       |                                                                          |          |  |
| مصدر: ProCyclingStats |                       |                                                                          |          |  |
| تصنيف النقاط |                       |                                                                          |          |  |
| العداء | العداء                | الفريق                                                                   | النقاط   |  |
| 1 | جوليان ألافيليب       | منتخب فرنسا الوطني لسباق الدراجات على الطريق للرجال تحت 23 سنة 2013 ‏     | 107 نقطة |  |
| 2 | آدم ييتس              | منتخب المملكة المتحدة لسباق الدراجات على الطريق للرجال تحت 23 سنة 2013 ‏  | 105 نقطة |  |
| 3 | كاليب إيوان           | منتخب أستراليا لسباق الدراجات على الطريق للرجال تحت 23 سنة 2013 ‏         | 85 نقطة  |  |
| 4 | باتريك كونراد         | منتخب النمسا لسباق الدراجات على الطريق للرجال تحت 23 سنة 2013 ‏           | 79 نقطة  |  |
| 5 | سيمون ييتس            | منتخب المملكة المتحدة لسباق الدراجات على الطريق للرجال تحت 23 سنة 2013 ‏  | 76 نقطة  |  |
| 6 | دافيدي مارتينيلي      | منتخب إيطاليا لسباق الدراجات على الطريق للرجال تحت 23 سنة 2013 ‏          | 74 نقطة  |  |
| 7 | Bakhtiyar Kozhatayev ‏ | منتخب كازاخستان الوطني لسباق الدراجات على الطريق للرجال تحت 23 سنة 2013‏  | 69 نقطة  |  |
| 8 | جاسبر ستوفين          | منتخب بلجيكا لسباق الدراجات على الطريق للرجال تحت 23 سنة 2013 ‏           | 69 نقطة  |  |
| 9 | ريك تسابل             | منتخب ألمانيا لسباق الدراجات على الطريق للرجال تحت 23 سنة 2013 ‏          | 69 نقطة  |  |
| 10 | جافين مانيون          | منتخب الولايات المتحدة لسباق الدراجات على الطريق للرجال تحت 23 سنة 2013 ‏ | 56 نقطة  |  |

### الفرق حسب الوقت
خطأ لوا في وحدة:Cycling_race على السطر 5482: attempt to concatenate local 'tableNewline' (a nil value).

### تصنيف الجبال
| \| تصنيف الجبال \| تصنيف الجبال \| تصنيف الجبال \| تصنيف الجبال \| تصنيف الجبال \| \| العداء \| العداء \| الفريق \| النقاط \| \| \| ------------ \| --------------------------------- \| ---------------------------------------------------------------------------------- \| ------------ \| ------------ \| \| 1 \| كريستيان هايوجارد \| منتخب الدنمارك لسباق الدراجات على الطريق للرجال تحت 23 سنة 2013 [لغات أخرى]‏ \| 67 نقطة \| \| \| 2 \| آدم ييتس \| منتخب المملكة المتحدة لسباق الدراجات على الطريق للرجال تحت 23 سنة 2013 [لغات أخرى]‏ \| 41 نقطة \| \| \| 3 \| هاينر بارا \| منتخب كولومبيا لسباق الدراجات على الطريق للرجال تحت 23 سنة 2013‏ \| 37 نقطة \| \| \| 4 \| Oskar Svendsen [الإنجليزية]‏ \| النرويج تحت 23 سنة \| 35 نقطة \| \| \| 5 \| باتريك كونراد \| منتخب النمسا لسباق الدراجات على الطريق للرجال تحت 23 سنة 2013 [لغات أخرى]‏ \| 31 نقطة \| \| \| 6 \| روبين فرنانديز \| منتخب إسبانيا لسباق الدراجات على الطريق للرجال تحت 23 سنة 2013 [لغات أخرى]‏ \| 29 نقطة \| \| \| 7 \| دافيد فورمولو \| منتخب إيطاليا لسباق الدراجات على الطريق للرجال تحت 23 سنة 2013 [لغات أخرى]‏ \| 29 نقطة \| \| \| 8 \| ألكسيس غوجيراد \| منتخب فرنسا الوطني لسباق الدراجات على الطريق للرجال تحت 23 سنة 2013 [لغات أخرى]‏ \| 28 نقطة \| \| \| 9 \| جوليان ألافيليب \| منتخب فرنسا الوطني لسباق الدراجات على الطريق للرجال تحت 23 سنة 2013 [لغات أخرى]‏ \| 22 نقطة \| \| \| 10 \| Bakhtiyar Kozhatayev [الإنجليزية]‏ \| منتخب كازاخستان الوطني لسباق الدراجات على الطريق للرجال تحت 23 سنة 2013‏ \| 22 نقطة \| \| |                       |                                                                         |         |  |
| |                       |                                                                         |         |  |
| مصدر: ProCyclingStats |                       |                                                                         |         |  |
| تصنيف الجبال |                       |                                                                         |         |  |
| العداء | العداء                | الفريق                                                                  | النقاط  |  |
| 1 | كريستيان هايوجارد     | منتخب الدنمارك لسباق الدراجات على الطريق للرجال تحت 23 سنة 2013 ‏        | 67 نقطة |  |
| 2 | آدم ييتس              | منتخب المملكة المتحدة لسباق الدراجات على الطريق للرجال تحت 23 سنة 2013 ‏ | 41 نقطة |  |
| 3 | هاينر بارا            | منتخب كولومبيا لسباق الدراجات على الطريق للرجال تحت 23 سنة 2013‏         | 37 نقطة |  |
| 4 | Oskar Svendsen ‏       | النرويج تحت 23 سنة                                                      | 35 نقطة |  |
| 5 | باتريك كونراد         | منتخب النمسا لسباق الدراجات على الطريق للرجال تحت 23 سنة 2013 ‏          | 31 نقطة |  |
| 6 | روبين فرنانديز        | منتخب إسبانيا لسباق الدراجات على الطريق للرجال تحت 23 سنة 2013 ‏         | 29 نقطة |  |
| 7 | دافيد فورمولو         | منتخب إيطاليا لسباق الدراجات على الطريق للرجال تحت 23 سنة 2013 ‏         | 29 نقطة |  |
| 8 | ألكسيس غوجيراد        | منتخب فرنسا الوطني لسباق الدراجات على الطريق للرجال تحت 23 سنة 2013 ‏    | 28 نقطة |  |
| 9 | جوليان ألافيليب       | منتخب فرنسا الوطني لسباق الدراجات على الطريق للرجال تحت 23 سنة 2013 ‏    | 22 نقطة |  |
| 10 | Bakhtiyar Kozhatayev ‏ | منتخب كازاخستان الوطني لسباق الدراجات على الطريق للرجال تحت 23 سنة 2013‏ | 22 نقطة |  |

## وصلات خارجية
- لمحة عن سباق تور دي أفينير 2013 على موقع  ProCyclingStats   (برو  سايكلنج  ستاتس) - إحصاءات  محترفي  الدراجات.
- تور دي أفينير 2013 على موقع إحصائيات الدراجات الإحترافية (الإنجليزية)